# 庄司陽子
庄司陽子（1950年6月4日—），日本漫畫家。

## 經歷
出身千葉縣茂原市，東京都立大森高等學校畢業。
1968年作品〈海とルコックちゃん〉刊登在《少女フレンド増刊》出道。
1978年以作品《俏女郎娜琪》（生徒諸君!）榮獲第2屆講談社漫畫賞少女部門賞，本作1980年首度改編為真人版電視劇。於2008年至2011年連載同系列作品《生徒諸君!教師編》，截至2010年該系列發行量超過2500萬冊，2011年開始連載《生徒諸君! 最終章・旅立ち》。

## 作品
有正式授權中文版的作品：
- 俏女郎娜琪（原名《生徒諸君!》）（全24集，1978/2-1985/6）
- 戀愛專科（原名《恋愛専科》）（全3集，1979/8-1981/2）
- 豪門三兄弟（原名《セイントアダムズ》）（全14集，1989/9-1992/11）
- 「結婚傳說」系列：
  - 待嫁女兒心（原名《結婚伝説》）（全4集，1990/4-1993/4）
  - 結婚傳說 Bouquet - 愛的花束 -（原名《結婚伝説　Bouquet－愛の花束－》）（全1集，2006/6/13）
- 惡魔天使（原名《ルシフェル》）（全2集，1991/6-1992/8）
- 春。飛行-四記-（原名《春・飛行 ―四記》）（全15集，1999/10-2003/6/13）
- G.I.D. - 跨越性別之路（原名《G.I.D.》）（全2集，2006/4/21-2006/8/23）
- 上流社會的人生（原名《コルティジャーナ・オネスタ》）（全1集，2008/3/13）
- 悲情之骸 ~ Uterus 子宮 ~（原名《悲しみの骸》）（全5集，2012/8/10-2014/12/17）
- 小鎮三人行
- 迷途之戀